# جاكوب ميخائيل كونكل
جاكوب ميخائيل كونكل هو محامي وسياسي أمريكي، ولد في 13 يوليو 1822 في فريدريك في الولايات المتحدة، وتوفي بنفس المكان في 7 أبريل 1870. نشط حزبياً في الحزب الديمقراطي. وقد انتخب عضو مجلس النواب الأمريكي ‏.